# Mundilla
Mundilla es una entidad de población española del municipio de Valle de Valdelucio, perteneciente a la provincia de Burgos, en la comunidad autónoma de Castilla y León.

## Historia
Hacia mediados del siglo XIX, el lugar tenía contabilizada una población de 34 habitantes. Aparece descrito en el undécimo volumen del Diccionario geográfico-estadístico-histórico de España y sus posesiones de Ultramar de Pascual Madoz con las siguientes palabras:

MUNDILLA: l. en la prov., dióc., aud. terr. y c. g. de Burgos (9 1/2 leg.), part. jud. de Villadiego (5) y ayunt. de Quintanas de Valdelucio (3/4). sit. en la cima de una cuesta bastante elevada que forma un llano de regular estension; su clima es frió, reinan los vientos N., NE. y O., y las enfermedades que mas comunmente se padecen, son las afecciones de estómago. Tiene 18 casas de piso bajo y una igl. parr. (San Vicente) con su pequeño cementerio unido á la misma, cuyo culto sirven un cura párroco y un sacristan; los vec. se surten para beber y demas usos de las aguas de un arroyuelo, las cuales son medianamente buenas. Confina el térm. N. Arcellares; E. Llamillo; S. Respenda, y O. Lorilla. El terreno es secano y de mala clase, cruzando la jurisd. el espresado arroyuelo titulado Villaescobedo, que naciendo en el pueblo de su nombre, va á desembocar en el r. del valle de Valdelucio: en dicha jurisdiccion se encuentran tambien un pequeño monte poblado de carrascas y brezos, algunas canteras de piedra mala, y un prado que cria escelente yerba para el ganado vacuno. caminos: los locales en mediano estado. correos: la correspondencia se recibe de Aguilar de Campóo por los mismos interesados. prod.: trigo alaga, centeno, cebada, yeros y legumbres en corta cantidad: cria ganado vacuno, lanar, mular y de cerda, y caza de perdices. ind.: la agrícola. pobl.: 9 vec., 34 alm. cap. prod.: 165,510 rs. imp.: 16,173. contr.: 847 rs. 33 mrs.
(Madoz, 1848, p. 685)

En 2024, tenía empadronados trece habitantes.

## Patrimonio
Hay en el lugar una iglesia de San Vicente.